# Vstup Slovenska do Evropské unie
K vstupu Slovenska do Evropské unie došlo dne 1. května 2004. Šlo o dosud největší rozšíření Evropské unie, kdy k ní přistoupilo též Česko, Estonsko, Kypr, Litva, Lotyšsko, Maďarsko, Malta, Polsko a Slovinsko.
Vstupu Slovenska do EU předcházelo referendum, v kterém se 51,5 % obyvatel vyslovilo 93,7% většinou pro vstup.
1. ledna 2009 vstoupilo Slovensko do Eurozóny.